# Paradelphomyia alticola
Paradelphomyia alticola är en tvåvingeart som beskrevs av Alexander 1956. Paradelphomyia alticola ingår i släktet Paradelphomyia och familjen småharkrankar.
Artens utbredningsområde är Uganda. Inga underarter finns listade i Catalogue of Life.